# Wolfgang Klein (Romanist)
Wolfgang Klein (* 27. Mai 1948 in Berlin) ist ein deutscher Romanist.

## Leben
Nach dem Abitur und der Abschlussprüfung als Bibliotheksfacharbeiter (1966) studierte er von 1966 bis 1971 Geschichte und Franko-Romanistik an der Humboldt-Universität Berlin. Er war von 1971 bis 1991 wissenschaftlicher Mitarbeiter am Zentralinstitut für Literaturgeschichte der Akademie der Wissenschaften der DDR, Berlin; bis 1985 im Bereich „Theorie und Methodologie“, dann im Bereich „Westeuropäische Literaturen“. Nach der Promotion 1976 und der Habilitation 1987 wurde er 1989 Professor für Romanistik an der Akademie der Wissenschaften der DDR. Von 1991 bis 2003 war er Projektleiter sowie von 1993 bis 1995 wissenschaftlicher Koordinator am jetzigen Zentrum für Literatur- und Kulturforschung Berlin. Von 2000 bis 2012 war er Professor für Romanische Kulturwissenschaft an der Universität Osnabrück. Seit 2009 gibt er mit anderen im Aisthesis Verlag Bielefeld die Kritische Gesamtausgabe der Essays und Publizistik Heinrich Manns heraus.

## Schriften (Auswahl)
- Schriftsteller in der französischen Volksfront. Die Zeitschrift „Commune“. Berlin 1978, OCLC 838078266.
- Der nüchterne Blick. Programmatischer Realismus in Frankreich nach 1848. Berlin 1989, ISBN 3-351-01245-4.